# Инсталационно изкуство
Инсталационното изкуство е жанр в изкуството, от работи в триизмерно пространство, които често са специфични като положение, и проектирани така, че да променят възприятието за това пространство. Обикновено терминът се прилага за интериорни пространства, докато екстериорните интервенции основно се наричат наземно изкуство, но все пак двете понятия се припокриват донякъде в тази област.
Основоположници на инсталационното изкуство са Марсел Дюшан и сюрреалистите.
Инсталационното изкуство може да бъде временно или постоянно.

## Художници инсталационисти
- Марина Абрамович
- Йозеф Бойс
- Луиз Буржоа
- Марсел Дюшан
- Трейси Емин
- Иля Кабаков
- Аниш Капур
- Маурицио Кателан
- Кристо
- Нам Джун Пайк
- Робърт Раушенбърг
- Деймиън Хърст